# Klaudia Lefeld
Klaudia Lefeld (ur. 29 maja 1998) – polska piłkarka występująca na pozycji środkowego pomocnika w szwajcarskim klubie GC Zürich oraz w reprezentacji Polski w piłce nożnej kobiet.

## Życiorys
Karierę seniorską rozpoczęła w lipcu 2019 w żeńskiej sekcji Górnika Łęczna, gdzie regularnie rozgrywała mecze w pierwszej drużynie. W dniu 19 października 2017 zadebiutowała w seniorskiej reprezentacji Polski kobiet w wygranym 6:0 meczu z Estonią, w którym zdobyła bramkę sprzed pola karnego. W sezonie 2020/2021 w meczu z GKS Katowice zerwała więzadło stawu skokowego, co wykluczyło ją z gry na 142 dni. Pomimo kolejnej kontuzji w dniu 14 lutego 2022 pojechała na zgrupowanie reprezentacji. W sezonie 2022/2023 zdobyła 14 bramek i 11 asyst, co zwróciło uwagę szwajcarskiego Grasshoppera, który 9 czerwca 2023 potwierdził transfer polskiej zawodniczki.

## Kariera
Pierwsze kroki w świecie piłki stawiała w Piłkarskich Nadziejach Motoru Lublin, gdzie grała do 2012. W wieku 14 lat wstąpiła w szeregi Widoku Lublin K, gdzie grała od 2012 do 2014. Na początku sezonu 2014/2015 przeniosła się do AZS PSW Biała Podlaska, gdzie regularnie strzelała bramki i asystowała koleżankom. W 2019 jej talent został dostrzeżony przez działaczy Górnika Łęczna, do którego dołączyła na początku sezonu 2019/2020. Regularnie występowała w pierwszym składzie, zdobywając gole lub asysty. Między innymi dzięki jej umiejętnościom Górnik zdobył kolejno złoty (2019/20), brązowy (2020/21) i dwa srebrne medale (2021/2022; 2022/2023) Mistrzostw Polski.
Kiedy na koniec sezonu 2022/2023 umowa z Łęczną wygasła, zdecydowała się na zagraniczny transfer do Grasshopper Club Zürich.